# Altos da França
Altos da França, Altos de França ou Alta França (em francês:  Hauts-de-France, inicialmente chamada de Norte-Passo de Calais-Picardia), é uma região francesa, criada após a reforma territorial de 2014.. É formada da fusão das extintas regiões de Nord-Pas-de-Calais e Picardia. A nova região entrou em existência em 1 de Janeiro de 2016, após as eleições regionais em dezembro de 2015.
A região abrange uma área de mais de 31.813 km2 (12.283 sq mi) e com uma população de 5.973.098.

## História
É um território com origens bastante contrastantes. Até o século XVIII, era dividido em vários províncias, sendo os principais Picardia (em torno de Amiens, Saint-Quentin, Bolonha e Calais), a Flandres (em torno de Lille e Dunquerque) e o Artois (em torno de Arras, Lens e Béthune), enquanto que a Ilha de França se estendia para Beauvais, Compiègne e Laon. Ainda hoje, diferenças geográficas, culturais e econômicas são encontradas nessa delimitação histórica e alguns desses nomes ainda são comumente usados. A Revolução Francesa marcou a criação dos departamentos atuais.

Mapa da região com seus departamentos, mostrando as províncias que existiam em seu território no século XVIII.
Picardia
Ilha de França
Artois
Flandres Francesa
Hainaut Francês
Cambrésis
Champanhe
Outros

## Geografia
A região faz fronteira com a Bélgica no nordeste, Canal da Mancha no noroeste, com as regiões francesas de Grande Leste no sudeste, Ilha de França no sul e Normandia no sudoeste.

## Principais comunas

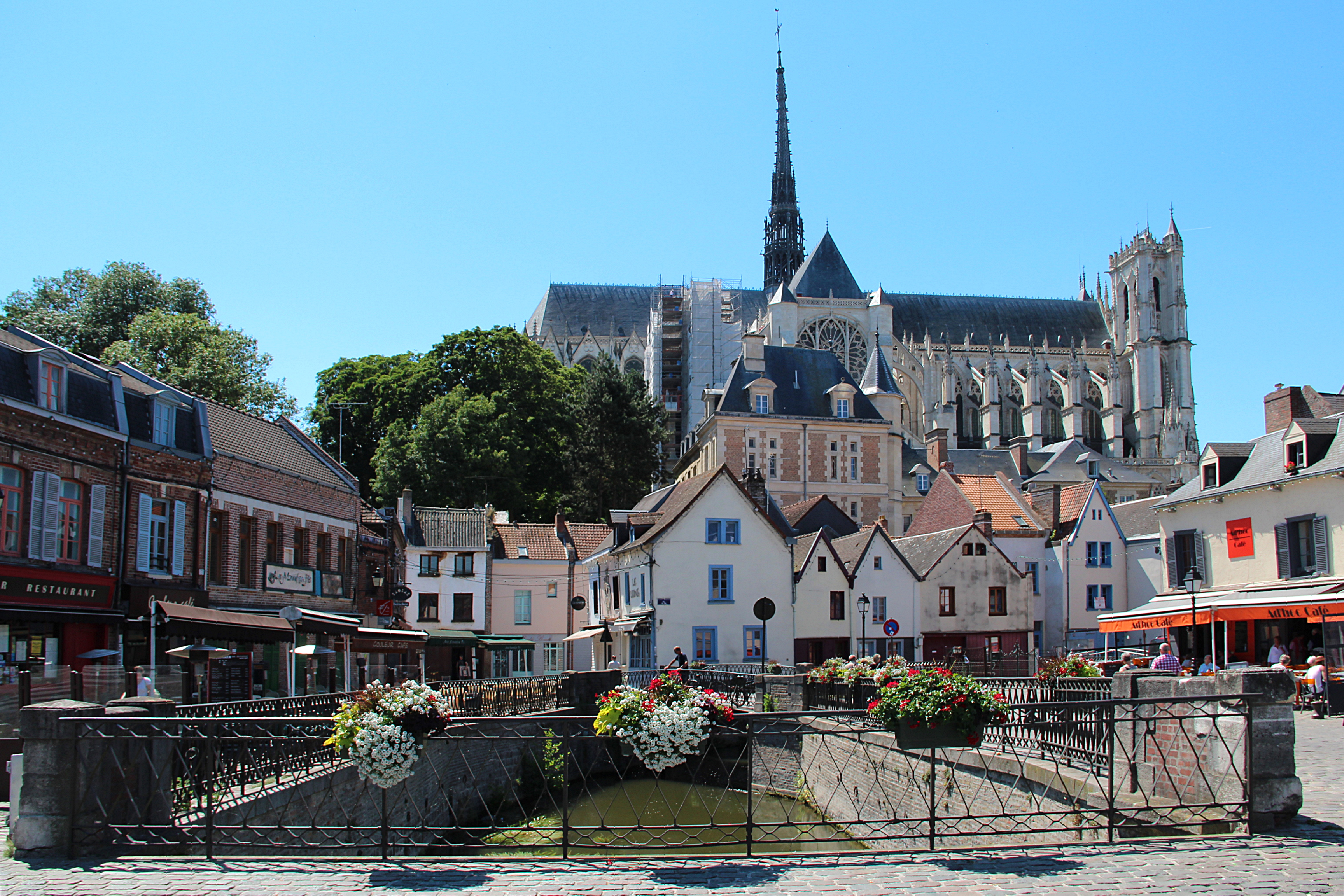
Amiens

| 1            | Lille               | Nord          | 231 491 |
| 2            | Amiens              | Somme         | 132 699 |
| 3            | Roubaix             | Nord          | 95 866  |
| 4            | Tourcoing           | Nord          | 93 974  |
| 5            | Dunquerque          | Nord          | 89 882  |
| 6            | Calais              | Pas-de-Calais | 72 520  |
| 7            | Villeneuve-d'Ascq   | Nord          | 62 616  |
| 8            | Saint-Quentin       | Aisne         | 55 698  |
| 9            | Beauvais            | Oise          | 55 252  |
| 10           | Valenciennes        | Nord          | 42 851  |
| 11           | Bolonha-sobre-o-Mar | Pas-de-Calais | 42 537  |
| 12           | Wattrelos           | Nord          | 41 522  |
| 13           | Douai               | Nord          | 41 189  |
| 14           | Arras               | Pas-de-Calais | 40 830  |
| 15           | Compiègne           | Oise          | 40 430  |
| 16           | Marcq-en-Barœul     | Nord          | 39 392  |
| 17           | Creil               | Oise          | 34 262  |
| 18           | Cambrai             | Nord          | 32 852  |
| 19           | Lens                | Pas-de-Calais | 31 647  |
| 20           | Liévin              | Pas-de-Calais | 31 517  |
| 21           | Maubeuge            | Nord          | 30 567  |
| Fontes:Insee |                     |               |         |